# Speocera taprobanica
Speocera taprobanica is een spinnensoort uit de familie Ochyroceratidae. De soort komt voor in Sri Lanka.